# 黃紹熙
黃紹熙（1994年5月6日—） ，為一名台灣棒球選手，為黃忠義之子，曾效力於中華職棒統一7-ELEVEn獅，守備位置為外野手。於2019年季中選秀會被統一7-ELEVEn獅以第六輪第三十三順位選進。

## 經歷
- 大仁國小少棒隊
- 臺中市立西苑高級中學青少棒隊、青棒隊
- 岡山縣共生高等學校
- 京都成美大學
- 臺中威達成棒隊（2014年）
- 國立臺灣體育運動大學棒球隊（富邦公牛）
- 四國島聯盟plus愛媛橘子海盜（2017年）
- 臺中運動家成棒隊（2017年-2018年）
- 崇越隼鷹棒球隊（2019年）
- 中華職棒統一7-ELEVEn獅（2019年8月20日－2021年）

## 職棒生涯成績
| 年度 | 球隊           | 出賽 | 打數 | 安打 | 全壘打 | 打點 | 盜壘 | 四死 | 三振 | 壘打數 | 雙殺打 | 打擊率 | 上壘率 | 長打率 | OPS   |
| ---- | -------------- | ---- | ---- | ---- | ------ | ---- | ---- | ---- | ---- | ------ | ------ | ------ | ------ | ------ | ----- |
| 2021 | 統一7-ELEVEn獅 | 1    | 1    | 1    | 0      | 0    | 0    | 1    | 0    | 1      | 0      | 1.000  | 1.000  | 1.000  | 2.000 |
| 合計 | 1年            | 1    | 1    | 1    | 0      | 0    | 0    | 1    | 0    | 1      | 0      | 1.000  | 1.000  | 1.000  | 2.000 |

## 外部連結
- 黃紹熙在台灣棒球維基館上的頁面（繁體中文）